# Dejanovac
Dejanovac (cyr. Дејановац) – wieś w Serbii, w okręgu zajeczarskim, w gminie Knjaževac. W 2011 roku liczyła 15 mieszkańców.